# 優月
中井 優月(なかい　ゆつき、5月20日 - ）は、日本の女性歌手。和歌山県和歌山市出身。ウインズ平阪の元サポートメンバー。元Fun×Famメンバー。

## 来歴
2011年から2017年3月まで地元和歌山を拠点に活動するローカルアイドルユニット「Fun×Fam」のメンバー、メインボーカル高校卒業を機にアイドルとしての活動を終了。
2018年5月7日に行われた「ウインズ平阪LIVE2018」からサポートメンバー加入。
2020年12月30日、自身初のソロアルバム『月白』を発表。
2022年5月3日を以って、ウインズ平阪のサポートメンバーを卒業した。
2023年3月25日KT Zepp Yokohama 行われたBUZZFESミスコン2023 準々グランプリ
2023年広瀬香美がたった一人で審査する覆面オーディション番組『歌姫ファイトクラブ‼︎心技体でSINGして!Hirose』に772番の歌姫候補として出演。Huluにて独占配信
2023年から2024年にかけてWOWOW・ABEMAで放送された日韓共同プロジェクトのオーディション番組『TROT GIRLS JAPAN 』に出演
2025年7月27日、9月に開催されるクロちゃん主催の大型フェス「クロフェス2025 6年目！クロフェスと結婚するしん！」にて和歌山県代表として初選出が発表。

## 作品
- 1st Mini Album『月白』（2020年12月30日発売）

1. Brand New Me
2. 踊り子（村下孝蔵のカヴァー）
3. 木蘭の涙（スターダストレビューのカヴァー）
4. 今振り返れば
5. 初恋
6. Happy Egg～しあわせのたまご～